# Silvio Cirielli
Silvio Cirielli (Bari, 9 marzo 1925 – 17 settembre 1987) è stato un politico italiano.

## Biografia
Esponente del Partito Socialista Democratico Italiano, nel 1972 viene eletto al Senato, dove rimane per una legislatura fino al 1976. 
In seguito diventa consigliere provinciale a Bari; viene arrestato per tangenti nell'autunno 1984 insieme ad altri esponenti locali di DC e PSI, situazione che determina lo scioglimento anticipato del consiglio provinciale.
Muore all'età di 62 anni, il 18 settembre 1987.